# کلیسای گئورگ مقدس (ایریند)
کلیسای گئورگ مقدس (ارمنی: Սուրբ Գևորգ եկեղեցի؛ انگلیسی: Irind) یک کلیسا متعلق به کلیسای حواری ارمنی واقع در شهر ایریند، استان آراگاتسوتن ارمنستان می‌باشد. ساخت و ساز این ساختمان در سده ۷ام میلادی؛ به پایان رسید. این بنا به سبک معماری ارمنی طراحی شده است.

## نگارخانه

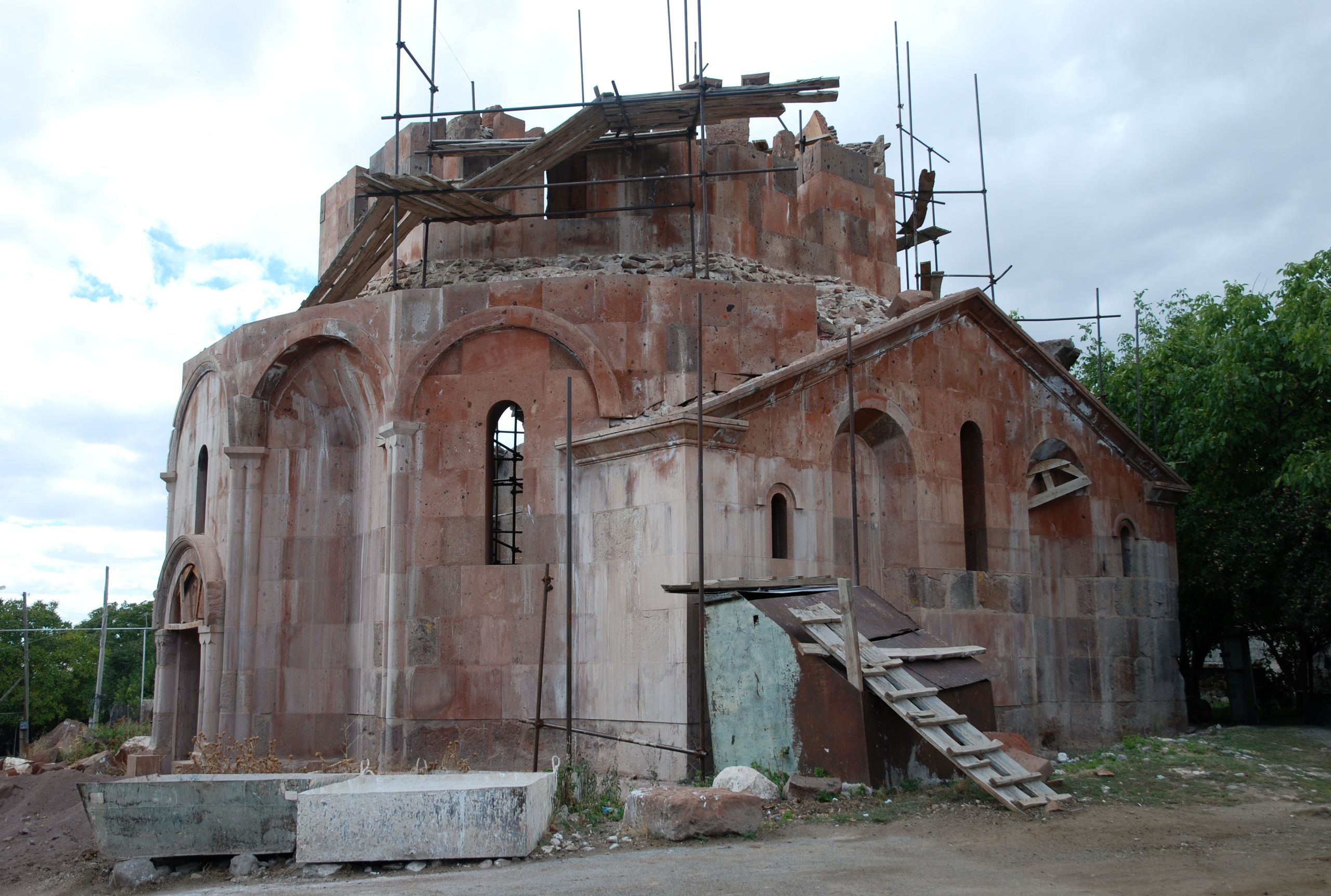